# Новіков Михайло Миколайович
Новіков Михайло Миколайович (нар. 15 листопада 1965 року, м. Гайсин, Вінницька область) — український політик, адвокат, обраний народний депутат України IX скликання. Заслужений юрист України (2006).

## Біографія
Закінчив юридичний факультет Київського університету імені Тараса Шевченка.
Є засновником ТОВ «Правова група „Новіков і партнери“», співзасновником ТОВ «Консалтингова компанія „Новіков та партнери“».
Працював у сфері правосуддя, був суддею Київського апеляційного господарського суду та суддею Арбітражного (Господарського) суду м. Києва.
На парламентських виборах 2019 року обраний народним депутатом за списком партії «Слуга народу» (127-й номер списку). На час виборів: безпартійний, проживав у місті Києві. Набув повноважень депутата після складення присяги.
Член Комітету Верховної Ради з питань правової політики, голова підкомітету з питань правосуддя.